# جیسون بروکس (هنرپیشه)
جیسون بروکس (انگلیسی: Jason Brooks؛ زادهٔ ۱۰ مهٔ ۱۹۶۶) یک هنرپیشه اهل ایالات متحده آمریکا است. وی از سال ۱۹۹۰ میلادی تاکنون مشغول فعالیت بوده‌است.